# Heinrich Taaffe

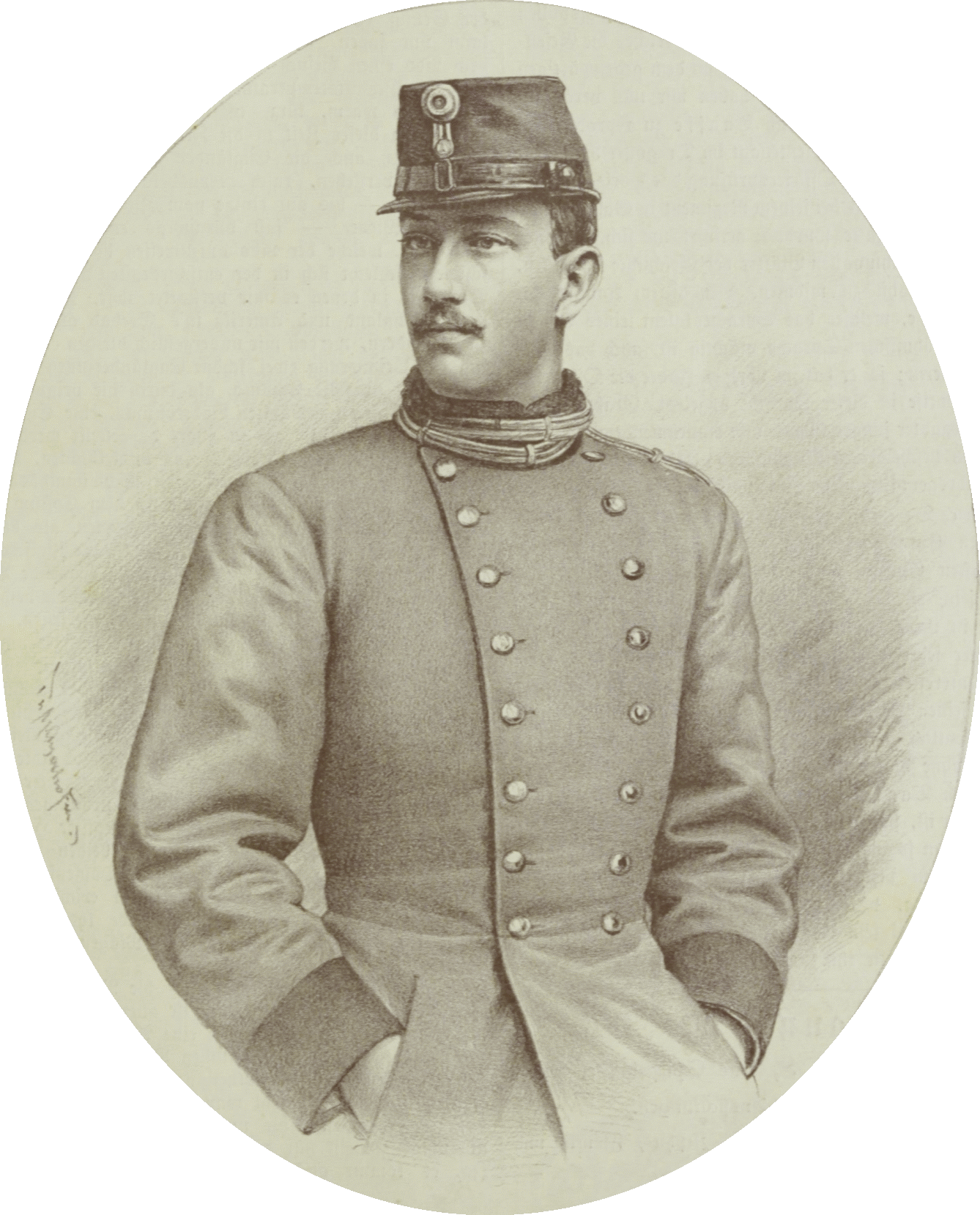
Heinrich Graf Taaffe nach einer Photographie (Wiener Salonblatt, 1893)

Heinrich (Graf) Taaffe (* 22. Mai 1872 in Innsbruck; † 25. Juli 1928 in Wien) war ein österreichischer Gutsbesitzer und Sohn des kaiserlichen Ministerpräsidenten Eduard Graf Taaffe. Seine Familie war irischer Herkunft und er hatte in der Peerage of Ireland die Titel eines Viscount Taaffe und Baron Ballymote inne.
Während er seinen Titel als Graf von Taaffe seit seiner Geburt trug, erhielt er die irischen Titel (als 12. Viscount) erst nach dem Tod seines Vaters im Jahr 1895. 
Heinrich Graf Taaffe heiratete in erster Ehe am 22. Mai 1897 in Wien Maria Magda Fuchs; aus dieser Verbindung gingen vier Töchter und der Sohn Richard Taaffe (1898–1967) hervor. Nach dem Tod seiner ersten Gemahlin am 3. Jänner 1918 schloss er am 2. Juni 1919 in Ellischau (Böhmen) eine zweite Ehe mit Aglaë Isescu.
Im Ersten Weltkrieg stand Heinrich Graf Taaffe als österreichischer Staatsangehöriger auf Seiten der Mittelmächte. Da er damit „Waffen gegen England trug“, wurden ihm seine britischen Adelstitel und -rechte am 28. März 1919 aberkannt, wobei der Titles Deprivation Act 1917 die rechtliche Grundlage bildete. Außer dem Grafen Taaffe als Viscount Taaffe und Baron Ballymote waren von diesem Gesetz drei weitere Personen betroffen: 
Ernst August, Kronprinz von Hannover als Duke of Cumberland and Teviotdale, Earl of Armagh und Prinz von Großbritannien und Irland, ferner Herzog Ernst August von Braunschweig-Lüneburg als Prinz von Großbritannien und Irland sowie Herzog Carl Eduard von Sachsen-Coburg-Gotha als Duke of Albany, Earl of Clarence, Baron Arklow und Prinz von Großbritannien und Irland. Gemäß dem Titles Deprivation Act haben die männlichen Erben dieser Personen das Recht, die britische Krone um ihre Wiedereinsetzung in diese Titel zu bitten, doch machten die Taaffe davon nie Gebrauch.
Nach dem Ende der Monarchie in Österreich-Ungarn wurde vom Parlament des neu entstandenen Staates Deutschösterreich am 3. April 1919 die Aufhebung des Adels beschlossen. Infolge dieses Adelsaufhebungsgesetzes verlor Taaffe auch das Recht zum Gebrauch seines aus dem Heiligen Römischen Reich stammenden Grafentitels.
Mit seinem kinderlosen Sohn Richard erlosch 1967 die Linie der Grafen und Viscounts Taaffe schließlich im Mannesstamm.